# 交通部航港局
交通部航港局（簡稱航港局）是中華民國有關航運與商港事務的最高主管機關，隸屬交通部之下。配合《商港法》修正商港為「政企分離」的經營體制，於2012年3月1日正式成立，接受交通部委任辦理船舶運送業、海運承攬運送業、船務代理業、貨櫃集散站經營業、臺澎金馬與中國大陸地區海運直航、船員管理以及燈塔等助航設備管理維護等事項。

## 歷史

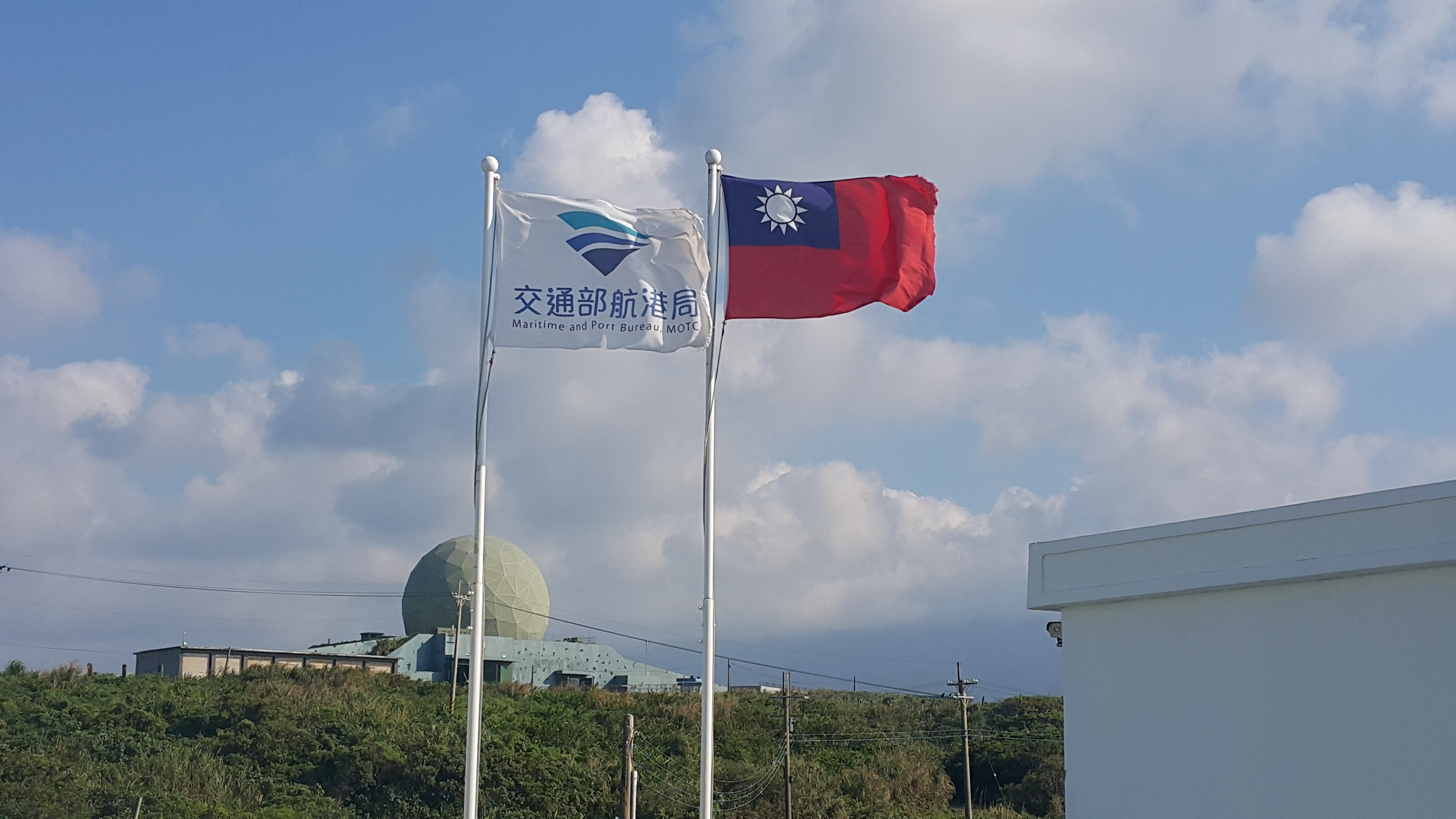
富貴角燈塔懸掛的中華民國國旗（右）與交通部航港局局旗（左）

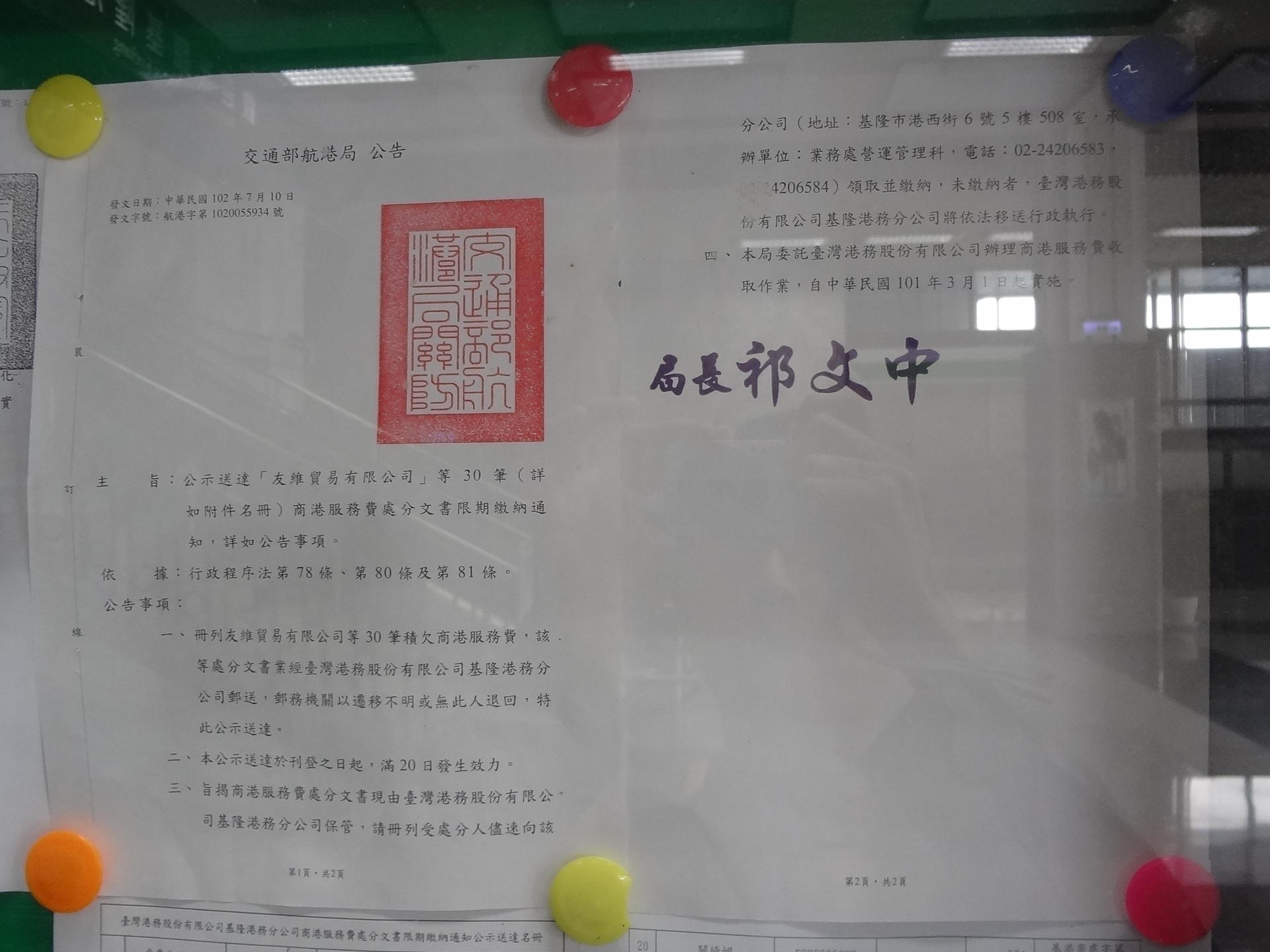
交通部航港局公告例

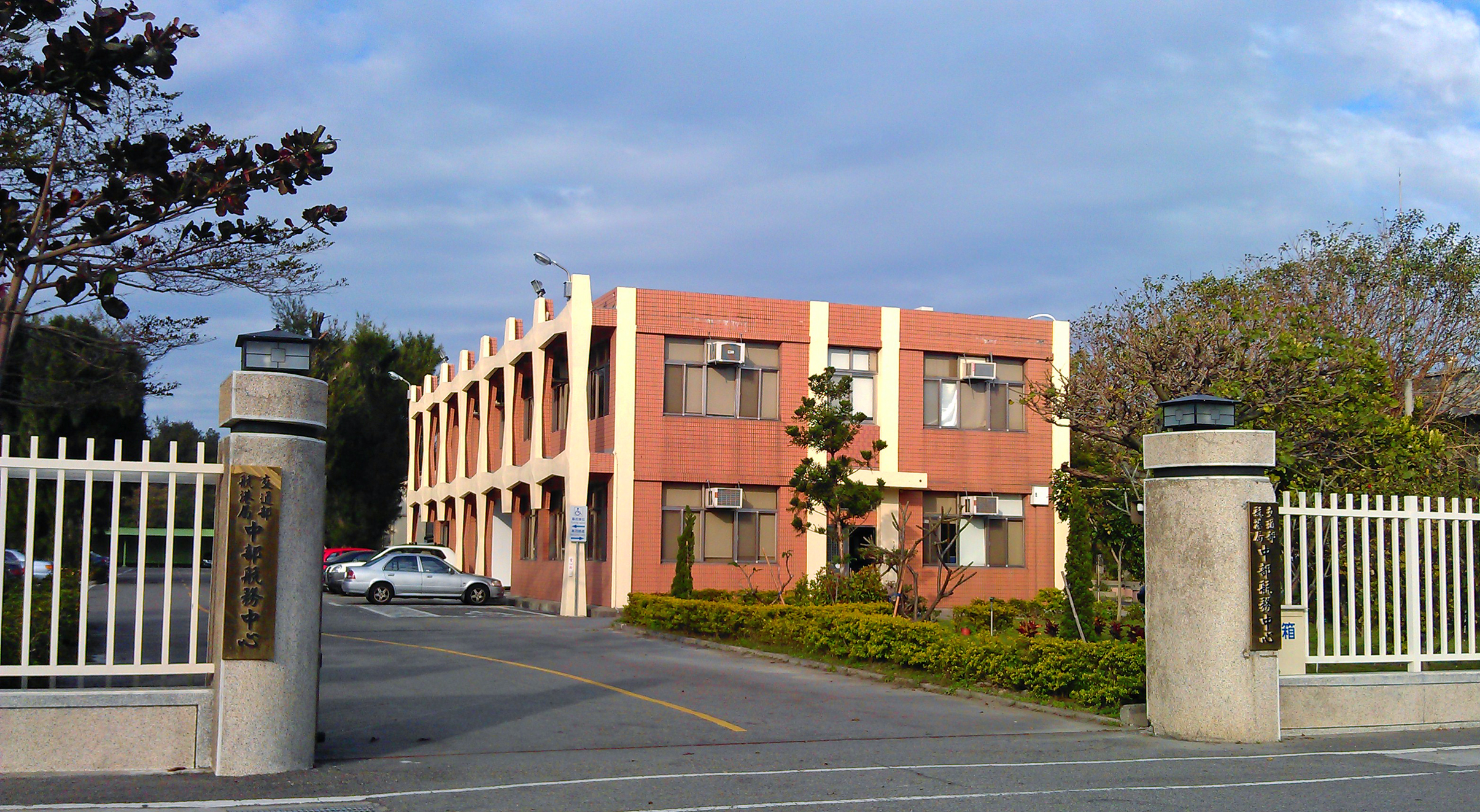
交通部航港局中部航務中心

1930年，國民政府頒布《交通部航政局組織法》，由交通部航政局掌管中國大陸各港口的航政。1937年中國抗日戰爭爆發後，航政局組織名存實亡。1949年國民政府遷至臺灣後，港政業務由臺灣省政府交通處所屬港務局負責，1999年精省後航政才再收歸中央政府由交通部負責。
- 2011年11月9日，總統令公布《國營港務股份有限公司設置條例》。12月13日，行政院令《國營港務股份有限公司設置條例》定自2012年3月1日施行。
- 2012年3月1日，將原分屬於基隆港務局、臺中港務局、高雄港務局及花蓮港務局的港務經營業務合併成立臺灣港務股份有限公司，而航政業務則成立交通部航港局。8月1日，交通部航港局從中華民國考選部接辦專門職業及技術人員高等暨普通考試航海人員考試（2001年1月1日至2009年8月24日稱為專門職業及技術人員特種考試航海人員考試，2001年1月1日之前稱為特種考試航海人員考試），並更名為「交通部航海人員測驗」。
- 2013年1月1日，財政部關稅總局整併財政部關政司升格為財政部關務署，將原屬關稅總局管理的燈塔等助航設備業務移交交通部航港局[3][4]。
- 2014年6月1日，交通部航港局航安組接辦臺北任務管制中心（TAMCC）。
- 2021年9月，航港局發表「守護大海的人」繪本。[5]
- 2023年5月16日，立法院三讀通過《交通部航港局組織法草案》。
- 2023年6月7日，公布制定交通部航港局組織法[6]
- 2023年9月15日，部份組織調整。

## 歷任首長
| 1        | 黎瑞德 | 2012年3月1日  | 2013年3月25日 |
| 2        | 祁文中 | 2013年3月26日 | 2016年8月21日 |
| 3        | 謝謂君 | 2016年8月22日 | 2019年5月16日 |
| （代理） | 劉志鴻 | 2019年5月17日 | 2019年6月16日 |
| 4        | 郭添貴 | 2019年6月17日 | 2020年9月16日 |
| 5        | 葉協隆 | 2020年9月16日 | 現任          |

## 組織
- 局長
  - 副局長
    - 主任秘書

### 內部單位
業務單位
- 航務組
- 船舶組
- 船員組
- 航安組
- 港務組
- 企劃組

行政單位
- 秘書室
- 主計室
- 人事室
- 政風室
- 資訊室

- 北部航務中心（設於基隆港）：下設港政、海技、監理、自貿港、臺北航港、蘇澳航港科；馬祖辦公室
- 中部航務中心（設於臺中港）：下設港政、海技、監理、自貿港科；金門辦公室
- 南部航務中心（設於高雄港）：下設港政、海技、監理、自貿港、安平航港、馬公航港科；布袋辦公室
- 東部航務中心（設於花蓮港）：下設港政、海技、監理科；臺東辦公室

### 所屬燈塔
- 東引島燈塔
- 東莒島燈塔
- 彭佳嶼燈塔
- 富貴角燈塔
- 烏坵嶼燈塔
- 北椗島燈塔
- 東椗島燈塔
- 基隆燈塔
- 鼻頭角燈塔
- 三貂角燈塔
- 淡水港燈塔
- 白沙岬燈塔
- 蘇澳燈塔
- 奇萊鼻燈塔
- 花蓮港燈塔
- 野柳燈杆
- 三仙台燈杆
- 新港燈杆
- 綠島燈塔
- 蘭嶼燈塔
- 鵝鑾鼻燈塔
- 琉球嶼燈塔
- 高雄燈塔
- 安平燈塔
- 國聖港燈塔
- 塭港堆燈塔
- 芳苑燈塔
- 台中港燈塔
- 東吉嶼燈塔
- 查母嶼燈塔
- 目斗嶼燈塔
- 七美嶼燈塔
- 花嶼燈塔
- 漁翁島燈塔
- 太平島燈塔

## 外部連結
- 交通部航港局 （页面存档备份，存于）（繁體中文）（英文）
- YouTube上的交通部航港局頻道